# Антоніо Макілон
Антоніо Макілон Бадаракко (ісп. Antonio Maquilón Badaracco, 29 листопада 1902Ліма, Перу — 20 квітня 1984) — перуанський футболіст, що грав на позиції захисника, зокрема, за клуби «Атлетіко Калако», «Італіано Ліма» та «Спортінг Табако», а також національну збірну Перу.

## Клубна кар'єра
У футболі дебютував 1920 року виступами за команду «Спортінг Табако», в якій провів сім сезонів. 
Своєю грою за цю команду привернув увагу представників тренерського штабу клубу «Італіано Ліма», до складу якого приєднався 1927 року. Відіграв за них наступні два сезони своєї ігрової кар'єри.
1929 року повернувся до лав «Спортінг Табако», а ще два роки по тому перейшов до клубу «Атлетіко Калако», за який відіграв чотири сезони.  Завершив професійну кар'єру футболіста у 1935 році.

## Виступи за збірну
1927 року дебютував в офіційних матчах у складі національної збірної Перу. Протягом кар'єри у національній команді, яка тривала чотири роки, провів у її формі шість матчів.
У складі збірної був учасником:
чемпіонату Південної Америки 1927 в Перу, де зіграв з Болівією (3:2) і Аргентиною (1:5), і добув разом з командою «бронзу»;
чемпіонату Південної Америки 1929 в Аргентині, де зіграв в усіх трьох поєдинках;
чемпіонату світу 1930 року в Уругваї, де зіграв в матчі з Уругваєм (0:1), а гру з Румунією (1:3) пропустив.

### Матчі в складі збірної
Чемпіонат Південної Америки 1927. Ліма, Перу
13 листопада 1927. Перу - Болівія 3:2

27 листопада 1927. Перу - Аргентина 1:5
Чемпіонат Південної Америки 1929. Буенос-Айрес, Аргентина
3 листопада 1929. Перу - Аргентина 0:3

11 листопада 1929. Перу - Уругвай 1:4

16 листопада 1929. Перу - Парагвай 0:5
Чемпіонат світу 1930. Монтевідео, Уругвай
18 липня 1930. Перу - Уругвай 0:1
Помер 20 квітня 1984 року на 82-му році життя.

## Титули і досягнення
- Бронзовий призер Чемпіонату Південної Америки: 1927